# Laportea canadensis
Laportea canadensis är en nässelväxtart som först beskrevs av Carl von Linné, och fick sitt nu gällande namn av Hugh Algernon Weddell. Laportea canadensis ingår i släktet Laportea och familjen nässelväxter. Inga underarter finns listade i Catalogue of Life.

## Bildgalleri

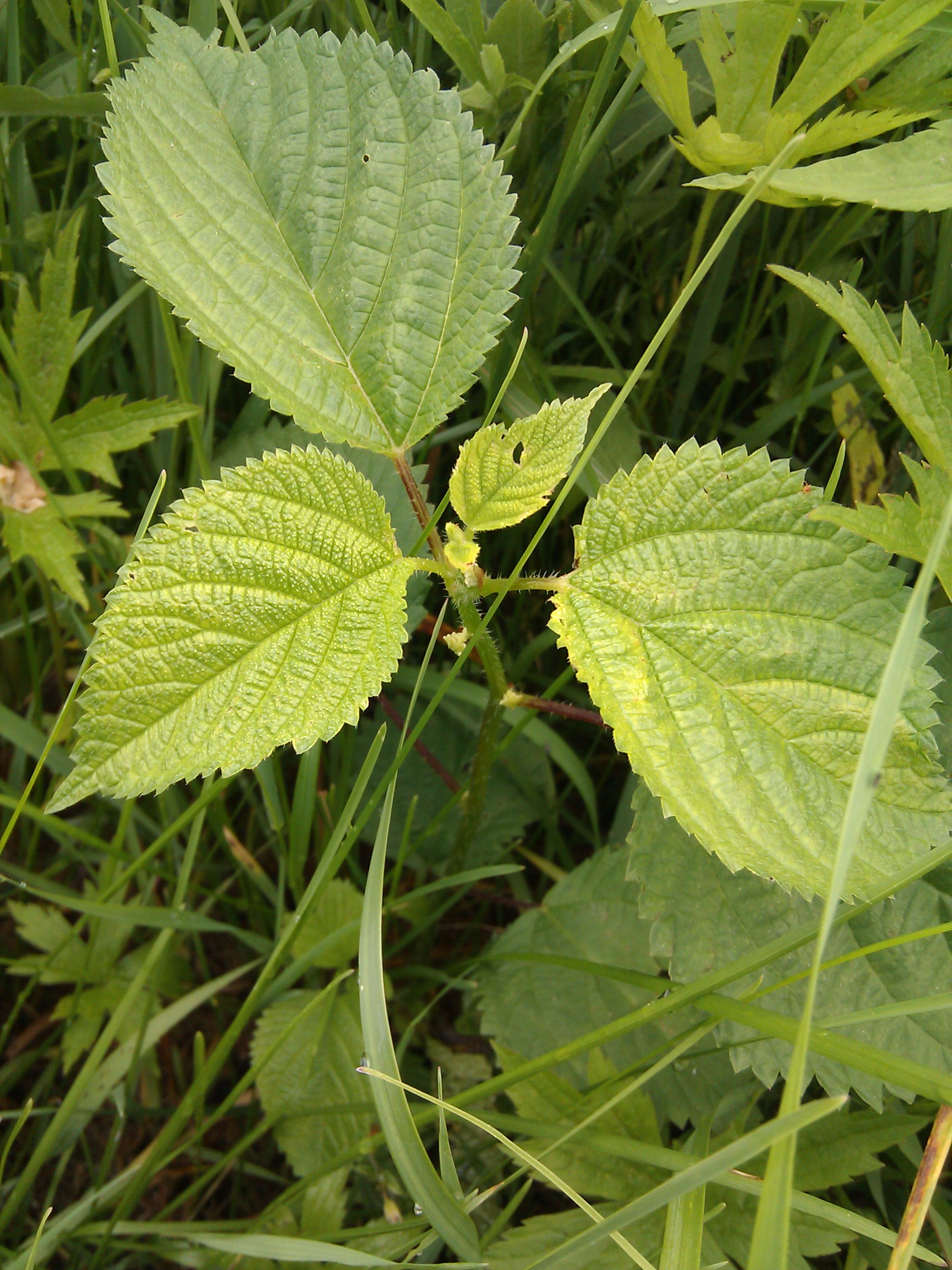
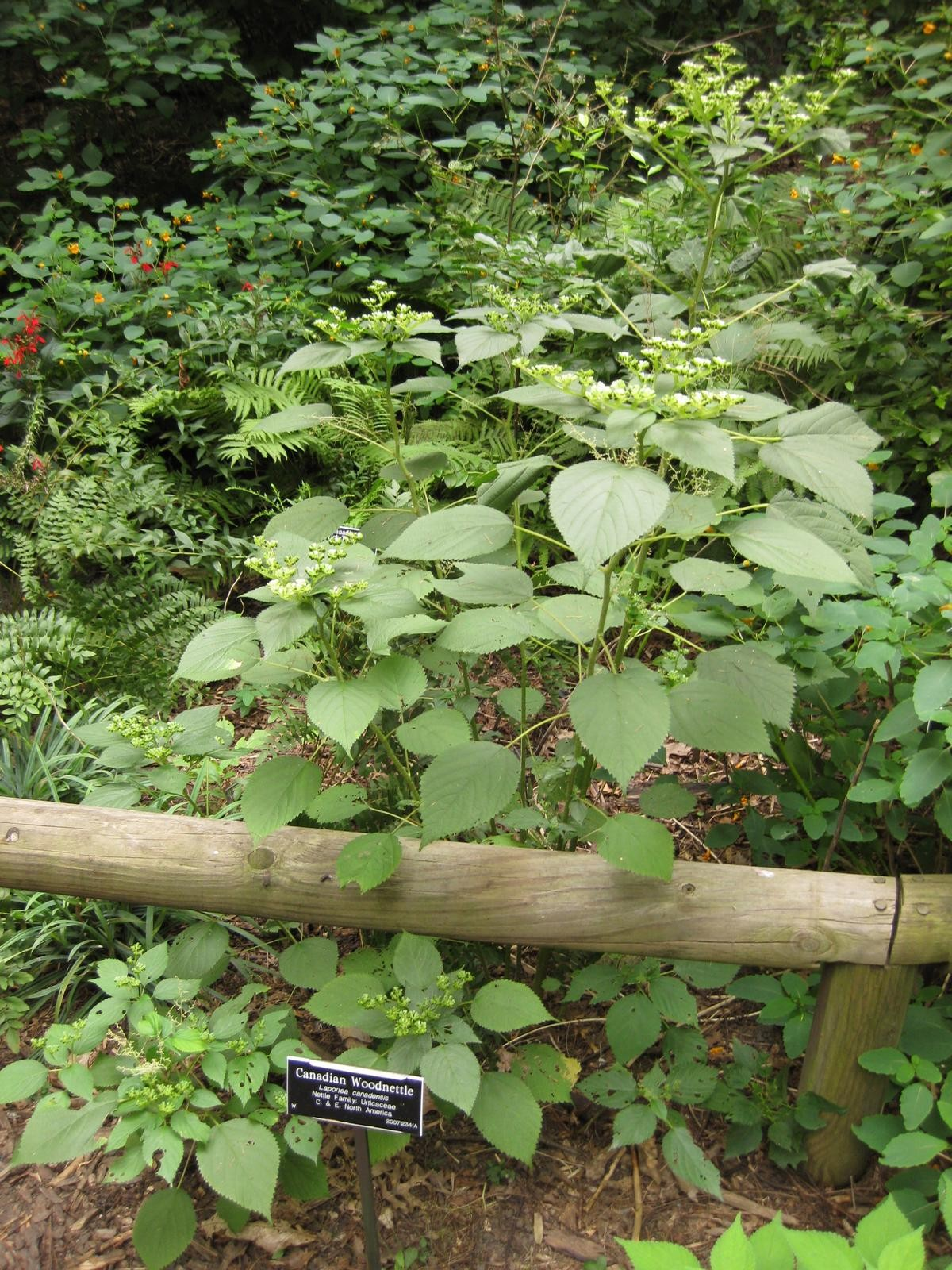
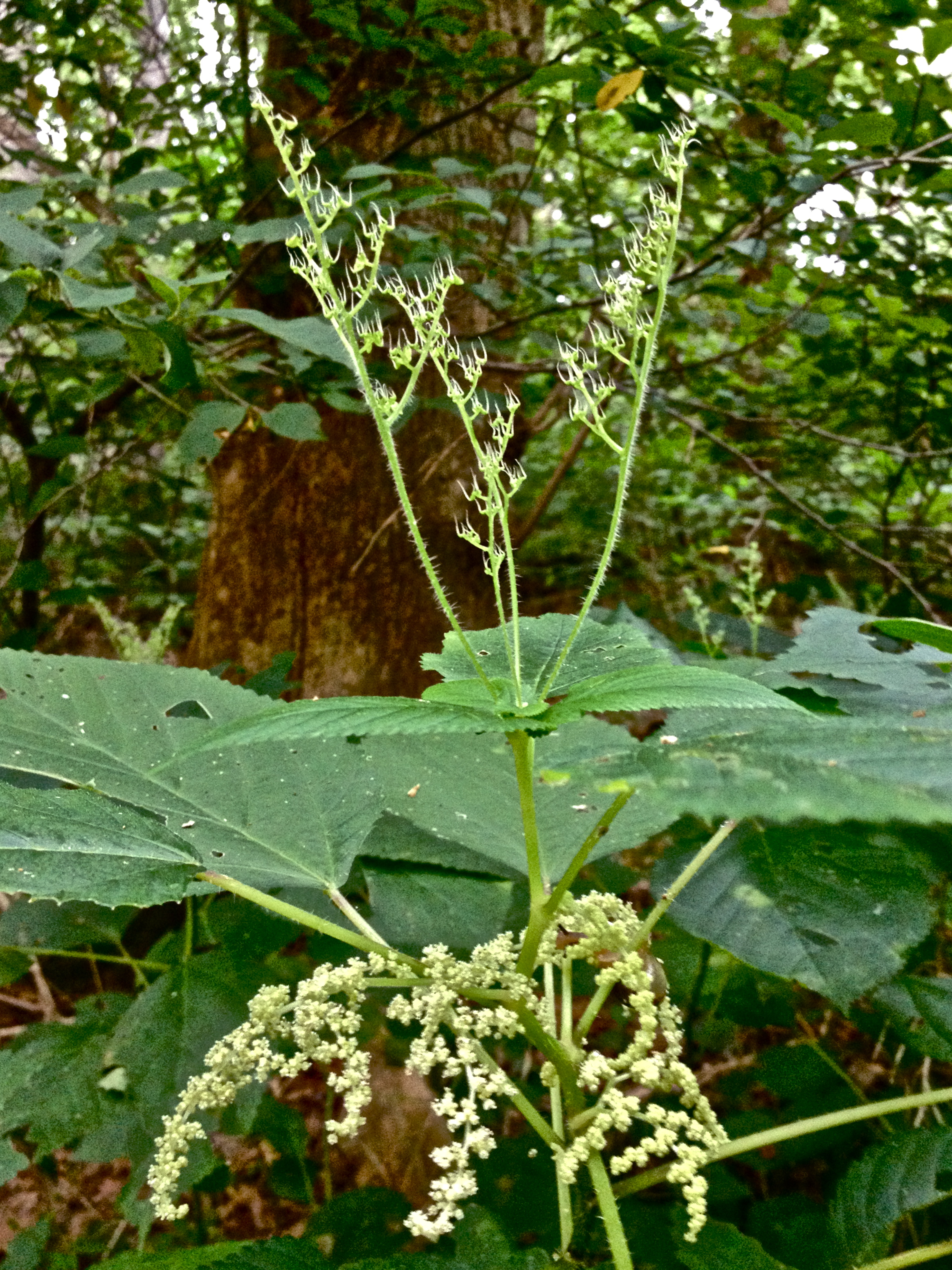
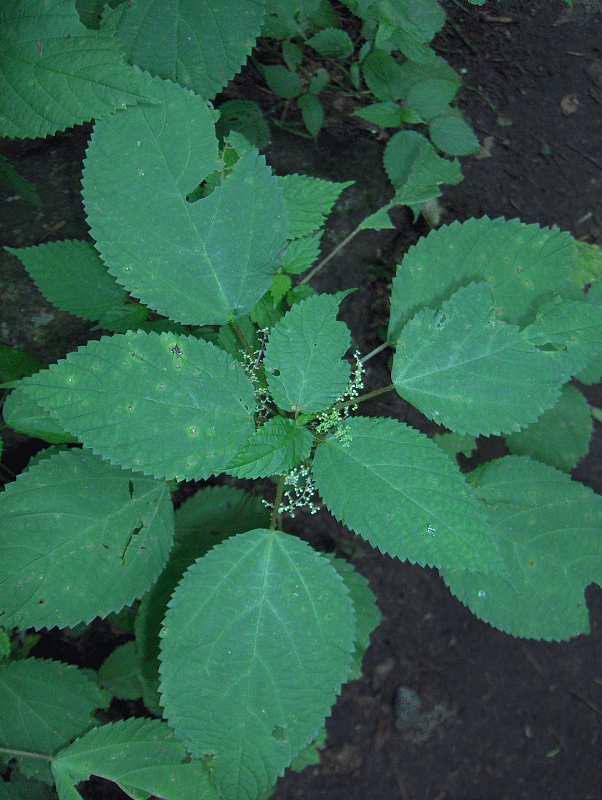
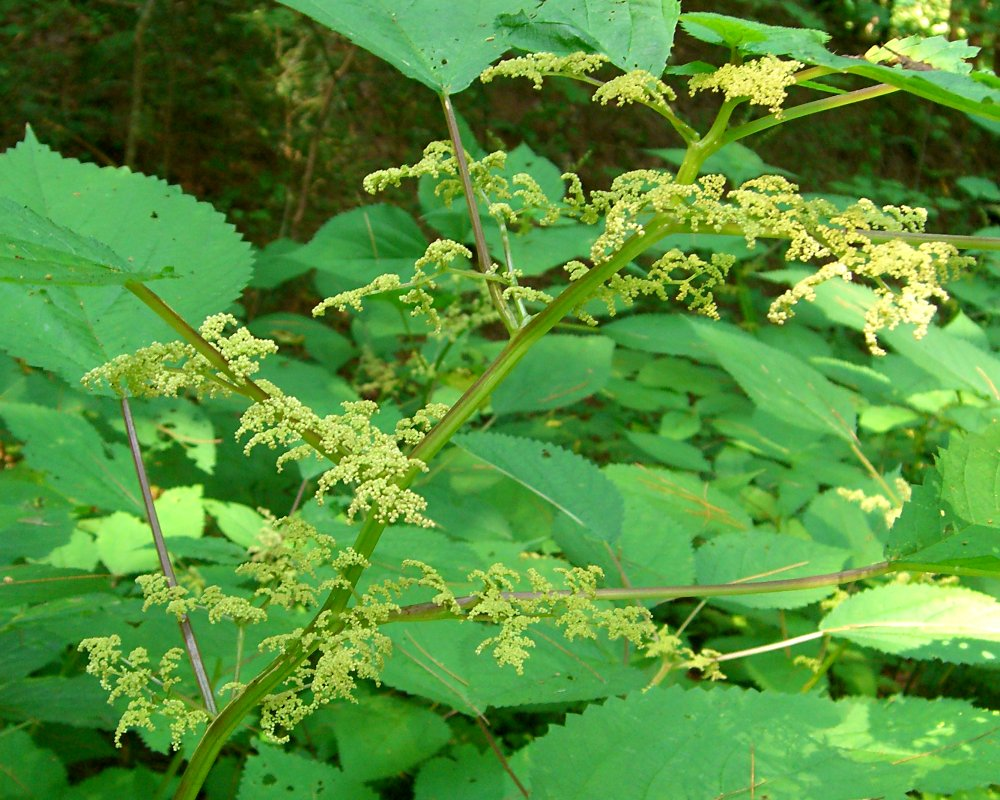